# Rudolph Maté
Rudolph Maté, nascido Rudolf Matheh (Cracóvia, na época no Império Austro/Húngaro, hoje na Polônia, 21 de janeiro de 1898 - Hollywood, Califórnia, 27 de outubro de 1964) foi um diretor de fotografia e cineasta, mais valorizado pelos filmes que fotografou do que pelos que dirigiu.

## Vida e carreira
Formado pela Universidade de Budapeste, Maté entrou para o mundo do cinema em 1919, como assistente de cameraman do húngaro Alexander Korda. Depois trabalhou em Viena e Berlim, com Karl Freund e Erich Pommer. Tornou-se diretor de fotografia em 1922, em filmes de Carl Theodor Dreyer e também de Fritz Lang e René Clair, sendo notado pelos efeitos inventivos e pelo modo como conseguia diferentes tipos de atmosfera e impacto. Mudou-se para os Estados Unidos em 1935 e, pelos doze anos seguintes, continuou na cinematografia, pela qual recebeu cinco indicações ao Oscar. Promovido a diretor em 1947 pela Paramount Pictures, fez filmes de ação e suspense, geralmente divertidos, bem feitos e bonitos, mas que nunca o tiraram do círculo dos realizadores médios.
Entre os filmes em que sua fotografia tem um papel importante, estão Mikael, La passion de Jeanne d'Arc e Vampyr, todos de Dreyer, Liliom, de Lang, Dante's Inferno, Come and Get It, Stella Dallas, este de King Vidor, Foreign Correspondent, de Alfred Hitchcock, Sahara e Gilda.
A carreira de diretor começou promissora, com os thrillers The Dark Past, D.O.A. e Union Station. A promessa não se cumpriu, mas ainda assim destacam-se o filme noir Second Chance e os faroestesThe Violent Men e The Rawhide Years.
Maté também dirigiu vários episódios da série Letter to Loretta, apresentada por Loretta Young. Seus últimos trabalhos no cinema foram Il Dominatore dei Sette Mari, uma aventura com piratas produzida na Itália em 1962 e Aliki, drama romântico coproduzido no mesmo ano pela Grécia e Inglaterra. Aposentou-se a seguir e pouco tempo depois faleceu de ataque cardíaco, aos 66 anos de idade.

## Premiações
Rudolph Maté foi indicado ao Oscar de Melhor Fotografia em cinco ocasiões sucessivas, mas nunca recebeu a estatueta:
| Ano  | Filme                    | Categoria                          | Situação |
| ---- | ------------------------ | ---------------------------------- | -------- |
| 1941 | Foreign Correspondent    | Melhor Fotografia (Preto e Branco) | Indicado |
| 1942 | That Hamilton Woman!     | Melhor Fotografia (Preto e Branco) | Indicado |
| 1943 | The Pride of the Yankees | Melhor Fotografia (Preto e Branco) | Indicado |
| 1944 | Sahara                   | Melhor Fotografia (Preto e Branco) | Indicado |
| 1945 | Cover Girl               | Melhor Fotografia (Em Cores)       | Indicado |

## Filmografia (como diretor)
| Ano  | Nome original                | Nome PT/BR                   | Nome PT/PT                   | Notas                           |
| ---- | ---------------------------- | ---------------------------- | ---------------------------- | ------------------------------- |
| 1947 | It Had to Be You             | Tem Que Ser Você             | Tinhas Que Ser Tu            | Codirigido por Don Hartman      |
| 1949 | The Dark Past                | Passado Tenebroso            |                              |                                 |
| 1950 | D.O.A.                       | Com as Horas Contadas        | Com as Horas Contadas        |                                 |
| 1950 | Union Station                | Rastro Sangrento             | Rasto Sangrento              |                                 |
| 1950 | No Sad Songs for Me          | Destino Amargo               | Destino Amargo               |                                 |
| 1950 | Branded                      | A Marca Rubra                | A Marca Rubra                |                                 |
| 1951 | The Prince Who Was a Thief   | O Príncipe Ladrão            | O Príncipe Ladrão            |                                 |
| 1951 | When Worlds Collide          | O Fim do Mundo               | Quando os Mundos Chocam      |                                 |
| 1952 | Paula                        | Coração de Mãe               | Paula, Coração de Mãe        |                                 |
| 1952 | The Green Glove              | A Luva de Ferro              | A Luva de Ferro              |                                 |
| 1952 | Sally and Saint Anne         | O Céu Está em Toda Parte     | A Casa do Avô                |                                 |
| 1953 | Second Chance                | A Última Chance              | Cruel Perseguição            |                                 |
| 1953 | The Mississippi Gambler      | O Aventureiro do Mississippi | O Aventureiro do Mississippi |                                 |
| 1953 | Forbidden                    | Lábios Que Mentem            | Amor Proibido                |                                 |
| 1954 | The Black Shield of Falworth | O Escudo Negro de Falworth   | O Escudo Negro               |                                 |
| 1954 | The Siege at Red River       | Corações Divididos           | O Último Cerco               |                                 |
| 1955 | The Violent Men              | Um Pecado em Cada Alma       | Homens Violentos             |                                 |
| 1955 | The Far Horizons             | Aventura Sangrenta           | Horizontes Desconhecidos     |                                 |
| 1956 | Miracle in the Rain          | O Amor Nunca Morre           | Milagre à Chuva              |                                 |
| 1956 | The Rawhide Years            | O Vício Singra o Mississippi | Anos de Violência            |                                 |
| 1956 | Port Afrique                 | Pecadoras de Porto África    | Port-Afrique                 |                                 |
| 1956 | Three Violent People         | Trindade Violenta            | Esquece o Meu Passado        |                                 |
| 1958 | The Deep Six                 | Batalha Contra o Medo        |                              |                                 |
| 1959 | For the First Time           | Pela Primeira Vez            |                              |                                 |
| 1960 | The Immaculate Road          |                              |                              |                                 |
| 1960 | The Barbarians               | Revolta dos Bárbaros         |                              | Coprodução ítalo-norteamericana |
| 1962 | The 300 Spartans             | Os Trezentos de Esparta      | Os Trezentos Espartanos      |                                 |
| 1962 | Il Dominatore dei Sette Mari | O Pirata Real                |                              | Codirigido por Primo Zeglio     |
| 1962 | Aliki                        |                              |                              | Coprodução greco-inglesa        |